# Équation de Callan–Symanzik
L' équation de Callan–Symanzik est une relation découverte de manière indépendante par Curtis Callan et Kurt Symanzik (en) en 1970. Elle décrit l'évolution des constantes de couplage avec l'énergie en théorie quantique des champs, en s'appuyant sur des techniques de renormalisation.